# Jake Garn
Edwin Jacob Garn, più noto come Jake Garn (Richfield, 12 ottobre 1932), è un politico e astronauta statunitense.
È stato senatore dello Utah dal 1974 al 1993. Nel 1985 ha partecipato alla missione STS-51-D dello Space Shuttle Discovery. Garn è stato il primo membro del Congresso degli Stati Uniti d'America che ha partecipato ad una missione spaziale.
Dà nome alla Scala Garn, utilizzata dalla NASA per descrivere il livello di malessere dovuto alla sindrome da adattamento allo spazio (SAS), in virtù dei pronunciatissimi sintomi da lui sperimentati. Raggiunse il massimo livello della Scala, 13.